# Circuito Palermo
Il Circuito Palermo, anche noto come Circuito del Parco Palermo, è stato un circuito automobilistico temporaneo a Buenos Aires. La pista, lunga 4 865 chilometri, utilizzava un tracciato di strade pubbliche all'estremità nord del complesso del Parco Palermo (adiacente all'Ippodromo Argentino), per ospitare il Gran Premio di Buenos Aires dal 1948 al 1950.
Parco Palermo fu la sede del Gran Premio General Juan Perón / Eva Duarte de Perón, ospitando cinque (su dodici) edizioni (la prima si tenne nel circuito del Retiro nel 1947).

## Albo d'oro del Gran Premio di Buenos Aires al Parco Palermo
| Anno  | Nome ufficiale del Gran Premio                                        | Date        | Pilota               | Vettura        | Categoria     | Resoconto |
| ----- | --------------------------------------------------------------------- | ----------- | -------------------- | -------------- | ------------- | --------- |
| 1948  | II Gran Premio del General Juan Perón y de la Ciudad de Buenos Aires  | 17 gennaio  | Luigi Villoresi      | Maserati 4CL   | Formula Libre | Resoconto |
| 1948  | Gran Premio Dalmiro Varela Castex                                     | 14 febbraio | Luigi Villoresi      | Maserati 4CL   | Formula Libre | Resoconto |
| 1949  | III Gran Premio del General Juan Perón y de la Ciudad de Buenos Aires | 29 gennaio  | Alberto Ascari       | Maserati 4CL   | Formula Libre | Resoconto |
| 1949  | III Gran Premio de Eva Duarte Perón                                   | 6 febbraio  | Óscar Alfredo Gálvez | Alfa Romeo 308 | Formula Libre | Resoconto |
| 1949  | IV Gran Premio del General Juan Perón y de la Ciudad de Buenos Aires  | 18 dicembre | Alberto Ascari       | Ferrari 166 FL | Formula Libre | Resoconto |
| 1950  | IV Gran Premio Eva Perón y de la Ciudad de Buenos Aires               | 8 gennaio   | Luigi Villoresi      | Ferrari 166 FL | Formula Libre | Resoconto |
| Note: |                                                                       |             |                      |                |               |           |